# Shunmugam Jayakumar

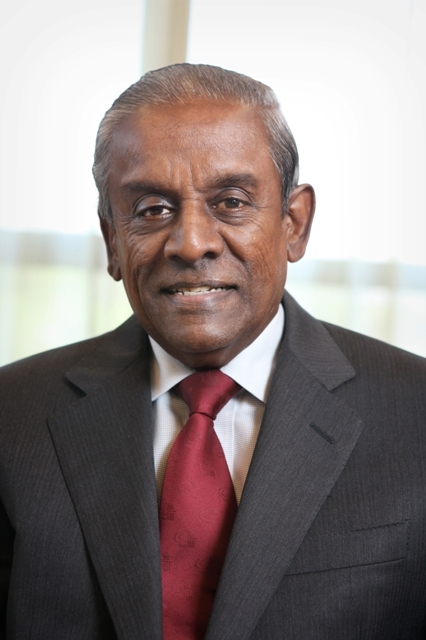
Shunmugam Jayakumar

Shunmugam Jayakumar (auch bekannt als S. Jayakumar; * 12. August 1939 in Singapur) ist ein singapurischer Politiker (People’s Action Party) indischer Abstammung. Er war bis 2011 Senior Minister in Lee Hsien Loongs Kabinett. Davor war er von 1994 bis 2004 Außenminister und von 2004 bis 2009 stellvertretender Premierminister. Im Parlament vertrat er den Wahlkreis Bedok an der Ostküste der Stadt.
2012 wurde ihm der japanische große Orden der Aufgehenden Sonne am Band verliehen.

## Schriften
- The water issue: statement by Singapore Foreign Minister Prof S Jayakumar in Parliament, 25 Jan 2003, Singapore: Ministry of Foreign Affairs (2003)
- People's Action Party 1954-1984 : Petir 30th anniversary issue. Singapore: Central Executive Committee, People's Action Party. (1984)
- Our heritage and beyond : a collection of essays on Singapore, its past, present and future. Singapore: Singapore National Trades Union Congress (1982)
- mit Chin, Tet Yung: Report on the development of the Faculty of Law, Singapore. National University of Singapore (1981)
- Constitutional law cases from Malaysia and Singapore. Singapore: Malayan Law Journal. (1976)
- Constitutional law, with documentary materials. Singapore: Malaya Law Review, Faculty of Law, University of Singapore. (1976)
- Public international law cases from Malaysia and Singapore. Singapore: Singapore University Press. (1974)